# علی حاجیلو
علی حاجیلو (زادهٔ ۳ فروردین ۱۳۲۵) کشتی‌گیر آزاد اهل ایران بود.
وی در وزن ۸۲ کیلوگرم کشتی آزاد بازی‌های المپیک تابستانی ۱۹۷۲ در مرحله اول مقابل کشتی‌گیر ژاپنی از نظر امتیاز به تساوی رسید، در مرحله دوم مقابل وزنه‌بردار نیوزیلندی به برتری رسید اما در مرحله سوم مقابل کشتی‌گیر رومانیایی ضربه فنی شد و از مسابقات حذف شد.